# Volta Redonda
Volta Redonda je grad u Brazilu. Nalazi se u saveznoj državi Rio de Janeiro. Prema procjeni iz 2007. u gradu je živjelo 255.653 stanovnika.

## Stanovništvo
Prema procjeni iz 2007. u gradu je živjelo 255.653 stanovnika.
| 1991.   | 2000.   |
| ------- | ------- |
| 220.305 | 242.063 |

## Vanjske poveznice
- Službena stranica grada